# Phyllophaga inflexa
Phyllophaga inflexa är en skalbaggsart som beskrevs av Barrett 1935. Phyllophaga inflexa ingår i släktet Phyllophaga och familjen Melolonthidae. Inga underarter finns listade i Catalogue of Life.